# Scoloplos armiger
Scoloplos armiger är en ringmaskart som först beskrevs av Otto Friedrich Müller 1776. Scoloplos armiger ingår i släktet Scoloplos och familjen Orbiniidae. Arten är reproducerande i Sverige. Utöver nominatformen finns också underarten S. a. trioculata.